# Danhøjene
 Ikke at forveksle med Danshøj.
Danhøjene eller Tvebjerge er to gravhøje fra bronzealderen i Sydslesvig. Gravhøjene ligger få kilometer syd for Slesvig by ved Dannevirkes Kovirke. De to gravhøje har hver en diameter på cirka 35 meter og en højde på hhv. 4,20 og 4,40 meter. Sagnet fortæller, at kong Dan ligger begravet her. Iføgle sagnet faldt han, da han var i krig ved grænsen. Dengang skulle højen have været mindre end nu; men hver gang, der kom danske krigere forbi højen, kastede de jord på den, idet de mindedes kong Dan. Martin A. Hansen omtaler Danhøjene i rejsefortællingen Fra Ægirs dør til Vigleds. 
Højene ligger direkte ved den jyske hærvej. I 1857 fandt man her runestenen Skardesten fra vikingetiden (se Hedeby-stenene). 